# Кіпр на літніх Олімпійських іграх 2012
Кіпр на літніх Олімпійських іграх 2012 представляли 13 спортсменів у 7 видах спорту. Представники Кіпру вперше в історії здобули олімпійську медаль. 

## Медалісти
| Медалі | Спортсмени      | Вид спорту       | Дисципліна | Дата     |
| ------ | --------------- | ---------------- | ---------- | -------- |
| Срібло | Павлос Контідес | Вітрильний спорт | Лазер      | 6 серпня |